# Slapton (Buckinghamshire)
Slapton è un villaggio e parrocchia civile dell'Inghilterra, appartenente alla contea del Buckinghamshire.